# Мілен Демонжо
Мілен Демонжо (фр. Mylène Demongeot; при народженні Марі-Елен Демонжо, фр. Marie-Hélène Demongeot; 29 вересня 1935, Ніцца — 1 грудня 2022, Париж) — французька акторка та письменниця.

## Життєпис
Народилася 29 вересня 1935 року у Ніцці в родині старшого держслужбовця Міністерства економіки Альфреда Жана Демонжо (1897—1961) і харків'янки Клавдії Трубникової (1904—1986), змушеної під час Громадянської війни в Росії емігрувати через Китай до Європи. Її дід і бабуся з боку батька — командир піхоти Марі-Жозеф Марсель Демонжо (1869—1917) і його дружина, італійська графиня Клотильда Кароліна Інносенте Марі Фоссоне ді Клавесана. Її старший брат від першого шлюбу матері, Леонід Івантов, народився 1923 року у Харбіні.
У 13-річному віці разом з родиною переїхала до Парижу, де почала брати уроки гри на фортепіано, зокрема в Маргеріт Лонґ та Іва Ната. Потім вивчала акторську майстерність на курсах Симона та курсах Марі Вентури.
1951 року почала працювати моделлю в ательє П'єра Кардена, позуючи для рекламних фотографій та час від часу з'являючись у невеликих ролях в кіно. Тоді ж познайомилася зі своїм першим чоловіком — фешн-фотографом Анрі Косте (1926—2011), шлюб з яким тривав із 1958-го по 1966 рік і завершився розлученням.
1957 року виконала роль Абігайль Вільямс в історичній драмі Раймона Руло «Салемські відьми» за п'єсою «Суворе випробування» Артура Міллера, де її партнерами стали Ів Монтан і Симона Синьйоре. Того ж року знялася у фільмі «Бідний і красуня» за романом Джеймса Г. Чейза. 1958 року знялася у фільмі Отто Премінгера «Добридень, смутку» за бестселером Франсуази Саган, де зіграла Ельзу Макенбур, а також у комедії Марка Аллегре «Будь красивою та помовчуй» за участю Анрі Відаля, Жана-Поля Бельмондо та Алена Делона. 1960 року виконала роль Андромеди у пеплумі «Битва при Марафоні» зі Стівом Рівзом. Наступною акторською удачею стала роль легковажної акторки Анни Падоан у драмі Діно Різі «Кохання в Римі» (1960). 1961 року знялася в італійській пригодницькій комедії «Викрадення сабінянок» з Роджером Муром, а також зіграла Міледі де Вінтер у фільмі «Три мушкетери» Бернара Бордері. Всесвітню славу принесла роль журналістки Елен в кінотрилогії Андре Юнебеля «Фантомас» (1964), «Фантомас розлютився» (1965) та «Фантомас проти Скотланд-Ярду» (1966), де зіграла спільно з Жаном Маре та Луї де Фюнесом. 1965 року втілила образ Гаррієт Бічер-Стоу у фільмі «Хатина дядька Тома» Геза Радваньї.
1968 року другим чоловіком Демонжо став режисер Марк Сіменон (нар. 1939), старший з дітей романіста Жоржа Сіменона. Після весілля вона майже припинила зніматися, зрідка з'являючись у кіно та на телебаченні, переважно в поєктах чоловіка. Подружжя мешкало в містечку Пуаньї-ла-Форе, департамент Івлін, допоки 1981 року не перебралися на острів Поркероль на півдні Франції, де придбали віллу «Les Myriades», одночасно не відмовляючись від квартири в Парижі. Шлюб тривав до смерті чоловіка через нещасний випадок у жовтні 1999 року. 2009 року акторка була змушена продати віллу на Поркеролі, а 2011 року оселилася у містечку Шатлен, департамент Маєнн, у старому фермерському будинку з великою земельною ділянкою і ставком, неподалік від зоопарку зоозахисної організації «Refuge de l'Arche», з якою співпрацювала.
2005 року номінувалася на премію Сезар найкращій акторці другого плану за роль у поліцейській драмі Олів'є Маршаля «Набережна Орфевр, 36». 2007 року знову отримала номінацію на цю премію в цій же категорії за роль у стрічці Жака Ф'єскі «Каліфорнія» за оповіданням Жоржа Сіменона, представленій в секції Особливий погляд Каннського кінофестивалю 2006 року. Того ж року виконала головну роль у драмі Хінера Саліма «Дахи Парижа» з Мішелем Пікколі. 2009 року зіграла роль Лілі у фільмі Еріка-Емманюеля Шмітта «Оскар і Рожева дама». 2013 року з'явилася в мелодрамі Еммануель Берко «По сигарети» з Катрін Денев у головній ролі. Її останньою появою на екрані стала роль Симони Турньє в комедії «Будинок для людей похилого віку» 2022 року.
1994 року удостоєна премії Визнання кіноманів (фр. Prix Reconnaissance des cinéphiles) за кар'єрні досягнення від асоціації «Souvenance de cinéphiles» (Пюже-Теньє, Приморські Альпи).
2007 року нагороджена орденом Мистецтв та літератури командорського ступеня. 2017 року удостоєна ордену Почесного легіону кавалерського ступеня.
У 2009—2013 роках — почесний президент Міжнародного кінофестивалю короткометражного кіно «Харківський бузок» (Харків), названого на честь першої книги Демонжо — біографії її матері, вперше опублікованої видавництвом «Ашетт Лівр» 1990 року.
У лютому 2022 року засудила вторгнення Росії до України.
Мілен Демонжо померла 1 грудня 2022 року в одній з лікарень Парижу від раку очеревини у 87-річному віці. Прах після кремації розвіяно в різних місцях.

## Фільмографія
1950-ті
- 1953 — Діти кохання / Les Enfants de l'amour — Ніколь
- 1955 — Шелест / Frou-Frou — подруга полковника
- 1955 — Майбутні зірки / Futures vedettes — вокалістка
- 1956 — Цей дивовижний світ / It's A Wonderful World — Жоржі
- 1957 — Коли приходить кохання / Quand vient l'amour — Мішелін
- 1957 — Салемські відьми / Les Sorcières de Salem — Абігайль
- 1957 — Бідний і красуня / Une manche et la belle — Єва Долан
- 1958 — Добридень, смутку / Bonjour tristesse — Ельза
- 1958 — Будь красивою та помовчуй / Sois belle et tais-toi — Віржині Дюмає
- 1958 — Тієї ночі / Cette nuit-là — Сільві Малле
- 1959 — Здіймається вітер / Le vent se lève — Катрін
- 1959 — Слабкі жінки / Faibles femmes — Сабіна
- 1959 — Службовий вхід / Entrée de service — Інгрид
- 1959 — Битва при Марафоні / La Bataille de Marathon — Андромеда
- 1959 — Бурхлива ніч / Les Garçons — Лаура

1960-ті
- 1960 — Під десятьма прапорами / Sous dix drapeaux — Зізі
- 1960 — Кохання в Римі / Un amore a Roma — Анна Падоан
- 1961 — Чорний вершник / Le Cavalier noir — Лоча де Картінес
- 1961 — Викрадення сабінянок / L'Enlèvement des Sabines — Рея
- 1961 — Три мушкетери / Les Trois Mousquetaires — міледі Вінтер
- 1962 — Готель «Копакабана» / Copacabana Palace — Зіна фон Ронашер
- 1962 — Дон Жуан з Лазурового берега / Les Don Juan de la Côte d'Azur — епізод
- 1963 — Все через жінку / À cause, à cause d'une femme — Лізетта
- 1963 — Доктор в біді / Doctor in Distress — Соня і Хельга, сестри-близнюки
- 1963 — Шукайте кумира / Cherchez l'idole — у ролі самої себе
- 1963 — Квартира для дівчаток / L'Appartement des filles — Мелані
- 1963 — Золото Цезаря / L'Or des Césars — Пенелопа
- 1964 — Фантомас / Fantômas — Елен, журналістка
- 1965 — Хатина дядька Тома / La Case de l'oncle Tom — Гаррієт Бічер-Стоу
- 1965 — Фантомас розлютився / Fantômas se déchaîne — Елен, журналістка
- 1965 — Лють в Байі для OSS 117 / Furia à Bahia pour OSS 117 — Анна-Марія
- 1966 — Ніжний пройдисвіт / Tendre voyou — Мюрієль
- 1966 — Фантомас проти Скотленд-Ярду / Fantômas contre Scotland Yard — Елен, журналістка
- 1968 — Приватний флот сержанта О'Фаррелла / La Marine en folie — Габі
- 1968 — Справи агентства «О» (телесеріал) / Les Dossiers de l'Agence O — Мілен / журналістка
- 1969 — Один з тринадцяти / 12 + 1 — Джуді

1970-ті
- 1970 — Вискочка / Le Champignon — Анна
- 1971 — Вибух / L'Explosion — Катя
- 1972 — Блюзи Монреаля / Montréal blues
- 1972 — Кілька арпанів снігу / Quelques arpents de neige — Лаура
- 1973 — Пригоди капітана Лакнера (телесеріал) / Les aventures du capitaine Luckner — Дафна
- 1973 — У мене є моя подорож! / J'ai mon voyage! — мадам Шатьє
- 1974 — Порцелянові весілля / Les Noces de porcelaine — Джулія
- 1974 — Фатальна підміна / Par le sang des autres — повія
- 1975 — Жити треба з ризиком / Il faut vivre dangereusement — Лауренсія
- 1977 — Виверт / L'Échappatoire — Елізабет
- 1977 — Розслідування в інтересах родини (телесеріал) / Recherche dans l'intérêt des familles — Алсін Бріан
- 1978 — Дванадцять годин до смерті (телефільм) / Douze heures pour mourir — Жермена
- 1979 — День вбивць / Un jour un tueur — Сесіль Паллас

1980-ті
- 1980 — Рауль, мотоцикли, молодь та інше (мінісеріал) / Kick, Raoul, la moto, les jeunes et les autres — Мартіна
- 1981 — Знак Фуракс / Signé Furax — Мальвіна
- 1983 — Вечірка-сюрприз / Surprise Party — Женев'єва Ламбер
- 1983 — Позашлюбна дитина / Le Bâtard — Бріжіт
- 1983 — Шокові поліцейські / Flics de choc
- 1984 — Спіймай мене, або бути біді! / Retenez-moi… ou je fais un malheur ! — жінка на лавці
- 1984 — Мій друг Вашингтон / Mon ami Washington
- 1984 — Чорна серія (телесеріал) / Série noire — баронеса
- 1986 — Полетт, бідна маленька мільярдерка / Paulette, la pauvre petite milliardaire — мадам Гульдербільт
- 1986 — Вечірня сукня (телефільм) / Tenue de soirée — жінка у ліжку
- 1988 — Беруше переглядає рахунки / Béruchet dit la Boulie
- 1988 — Велика людина (телесеріал) / Big Man — Фернанда
- 1988 — Чоловік, який жив у «Ріц» (телефільм) / The Man Who Luved at the Ritz — мадам Роше

1990-ті
- 1992 — Відпустка в чистилищі / Vacances au purgatoire — Матильда
- 1994 — Слідами телеграфу / La Piste du télégraphe — Мюрієль
- 1994 — Механік (телесеріал) / Minder — Мадлен
- 1995 — Собака і кішка (телесеріал) / Chien et chat — Анабелла Монбріаль
- 1996 — Золотошукачі (мінісеріал) / Chercheurs d'or
- 1997 — Ідеальний чоловік / L'Homme idéal — Гійометта
- 1998 — Ми всі у виграші (короткометражний) / Nous sommes tous des gagnants

2000-і
- 2004 — Червоні вогні / Feux rouges — директорка літнього табору
- 2004 — Віктуар / Victoire — мати
- 2004 — Набережна Орфевр, 36 / 36 Quai des Orfèvres — Ману Берлінер
- 2005 — Токійська вежа / Tokyo Tower — гувернантка
- 2005 — Стережися (телефільм) / La tête haute — Ла Тіна
- 2006 — Кемпінг / Camping — Лоретта Пік
- 2006 — Каліфорнія / La Californie — Катя
- 2007 — Дахи Парижа / Les Toits de Paris — Тереза
- 2007 — Привид озера (телефільм) / Le fantôme du lac — Луїза Перро
- 2009 — Оскар і Рожева дама / Oscar et la dame rose — Лілі
- 2009 — Аферист / Tricheuse — мадам Валлардін

2010-ті
- 2010 — Кемпінг 2 / Camping 2 — Лоретта Пік
- 2011 — Якщо ти помреш, я тебе вб'ю / Si tu meurs, je te tue — Женев'єва
- 2011 — Маман! (короткометражний) / Maman! — мати
- 2013 — По сигарети / Elle s'en va — Фанфан
- 2013 — Непокірні (телефільм) / Les Mauvaises Têtes — Віржині
- 2013 — Прогулянки Люсі (телефільм) / La Balade de Lucie — мати Люсі
- 2014 — Зимові троянди (телефільм) / Des Roses en Hiver — Мадлен
- 2015 — Без обмеження (телесеріал) / No Limit — Крістіна Лібераті
- 2016 — Кемпінг 3 / Camping 3 — Лоретта Пік
- 2016 — Три весілля і кохання з першого погляду (телефільм) / Trois mariages et un coup de foudre — Маміта
- 2017 — Поцілунок Беатріс / Sage Femme  — Ролан
- 2017 — Каїн (телесеріал) / Cain — Жаклін Бенедетті
- 2019 — Невірний (мінісеріал) / Infidèle — Джулія
- 2019 — Всередині (телесеріал) / À l'intérieur — Роза Да Коста

2020-ті
- 2020 — Капітан Марло (телесеріал) / Capitaine Marleau — Луїза Лемер
- 2022 — Будинок для людей похилого віку / Maison de reraite — Симона Турньє

## Ролі у театрі
- 1958 — Небезпечний поворот (Джон Бойнтон Прістлі), реж. Раймон Руло, Театр Едуарда VII (Париж).
- 1968 — Гугусс (Марсель Ашар), реж. Мішель Ру.
- 1980 — Моя професія — синьйор з вищого світу (Джуліо Скарніччі і Ренцо Тарабузі), реж. Жак Росні.
- 1981 — Саломея (Оскар Вайлд), реж. Франсіс Сурбі.
- 1992 — Пастка для самотнього чоловіка (Робер Тома), реж. Робер Тома.
- 1992 — Качка під апельсиновим соусом (Вільям Дуглас-Г'юм), реж. П'єр Монді.
- 1992 — Електра (Жан Жироду), реж. Раймон Жером.
- 1992 — Людина в поспіху (Бернар Шартре), реж. Жан-П'єр Вінсен.
- 2000 — Беккет, або Честь Божа (Жан Ануй), реж. Дідьє Лонг.
- 2017 — Любовні листи (А. Р. Герні), реж. Стефані Фагадо, Театр Єлисейських Полів.

## Нагороди та номінації
Міжнародний кінофестиваль у Карлових Варах
- 1957 — Найкраща акторка (спеціальна колективна премія) (Салемські відьми).

Кришталева зірка
- 1958 — Найкраща акторка (Салемські відьми).

BAFTA
- 1958 — Номінація на найкращий дебют у головній ролі (Салемські відьми).

Сезар
- 2005 — Номінація на найкращу акторку другого плану (Набережна Орфевр, 36).
- 2007 — Номінація на найкращу акторку другого плану (Каліфорнія).

## Відзнаки
- 2007 — Орден Мистецтв та літератури командорського ступеня[11].
- 2017 — Орден Почесного легіону кавалерського ступеня[12].

## Цитата
«Я десь років десять тому знімалась у фільмі, зйомки якого відбувалися недалеко від Харкова. Було холодно, але у мене на душі було тепло, адже я потрапила на батьківщину своїх предків, насамперед мами. Сподіваюсь, не востаннє. Дуже хочу колись ще там побувати… Відчувається, що українці — співучий народ. Тепер розумію звідки у мене така любов до музики. Коли я вперше побачила українське поле, зробила те, що вразило моїх супутників: стала на коліна і взяла пригорщу цієї чорної, масної, родючої землі. Я була дуже схвильована, що бачу ці безмежні простори, які мама так хотіла ще раз побачити. Цю землю я привезла у Францію» (з інтерв'ю «Сегодня», 7.12 2002).

## Галерея

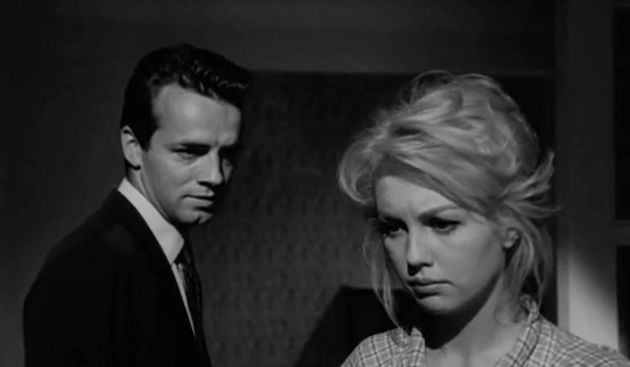
Пітер Болдвін і Мілен Демонжо у фільмі «Кохання в Римі» (1960)
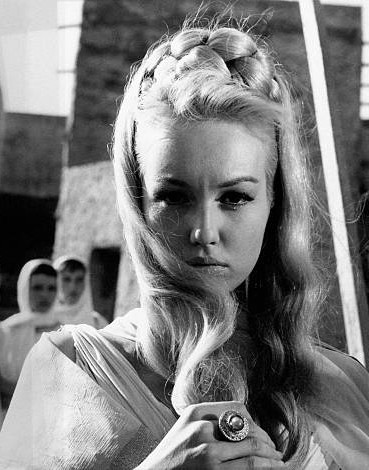
Мілен Демонжо у фільмі «Викрадення сабінянок» (1961)
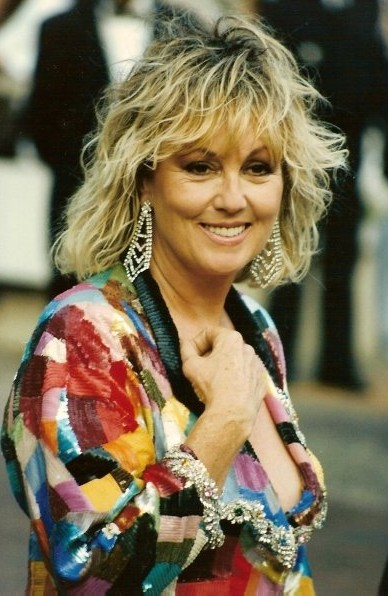
Мілен Демонжо у 1990 році
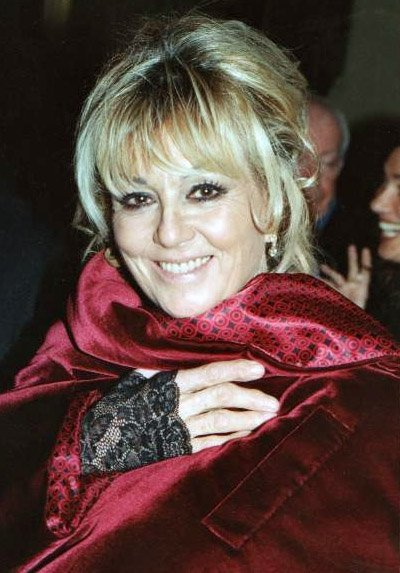
Мілен Демонжо на церемонії вручення кінопремії Сезар 2005 року
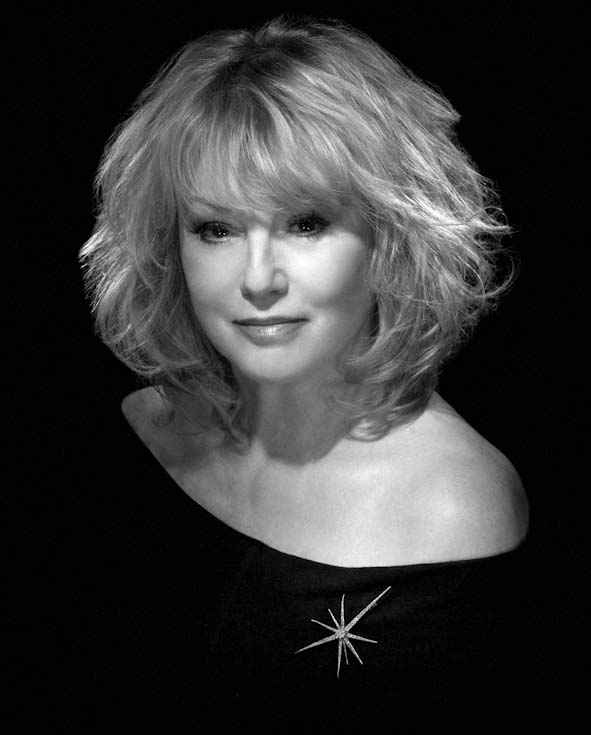
Мілен Демонжо у 2008 році
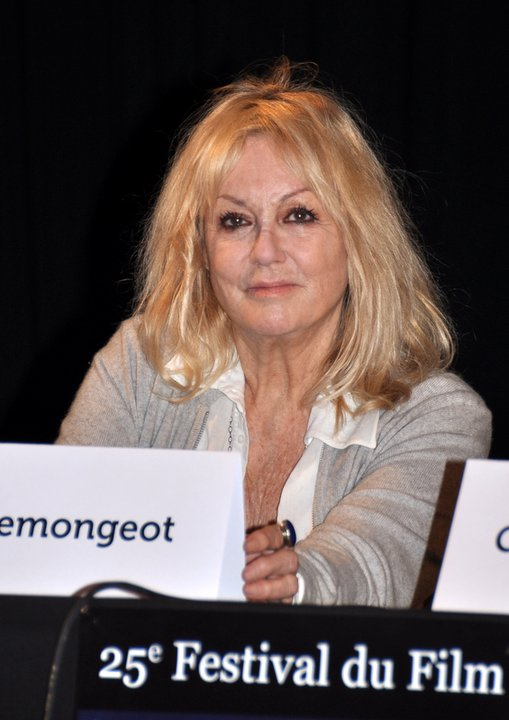
Мілен Демонжо у 2011 році
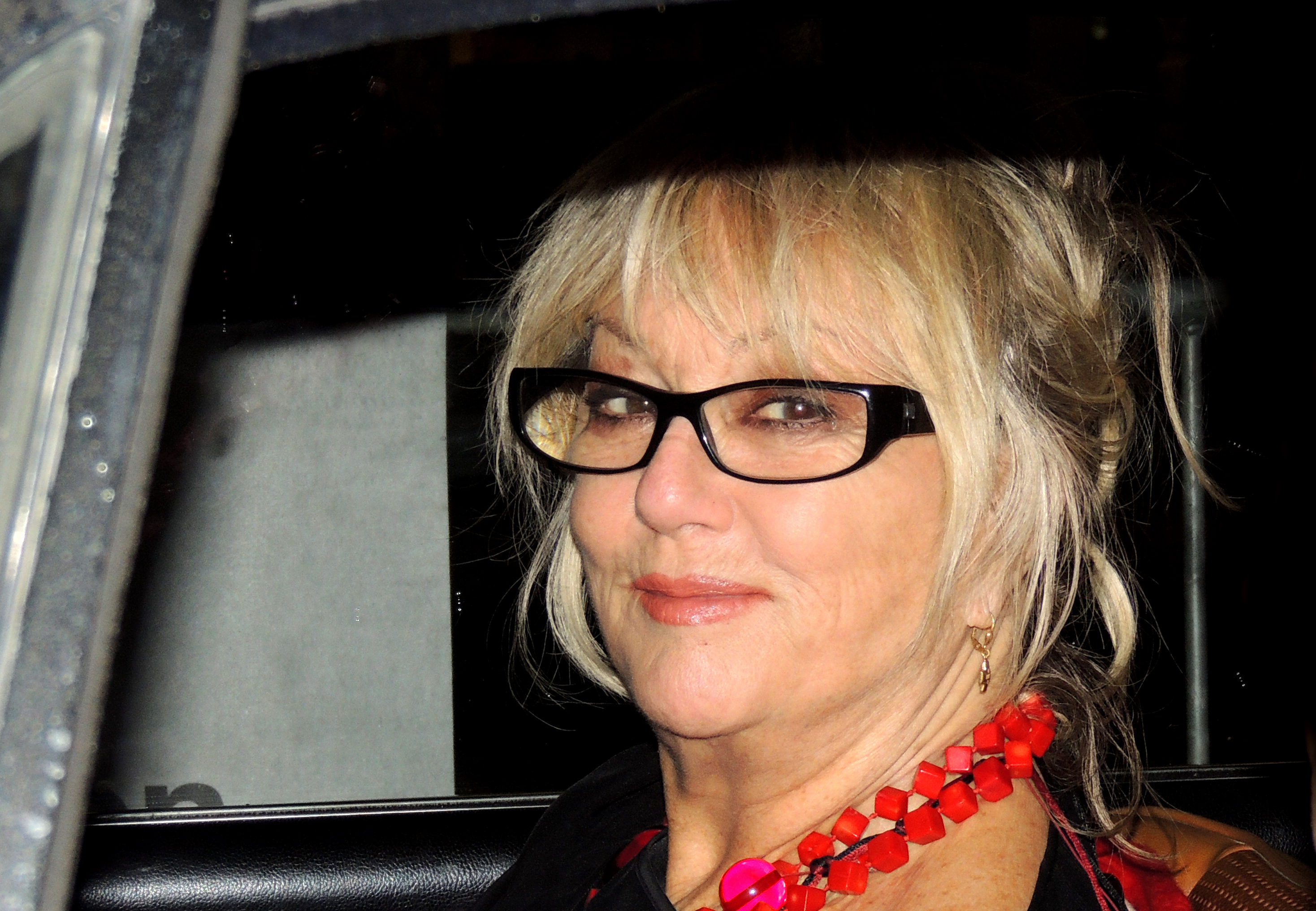
Мілен Демонжо у 2013 році
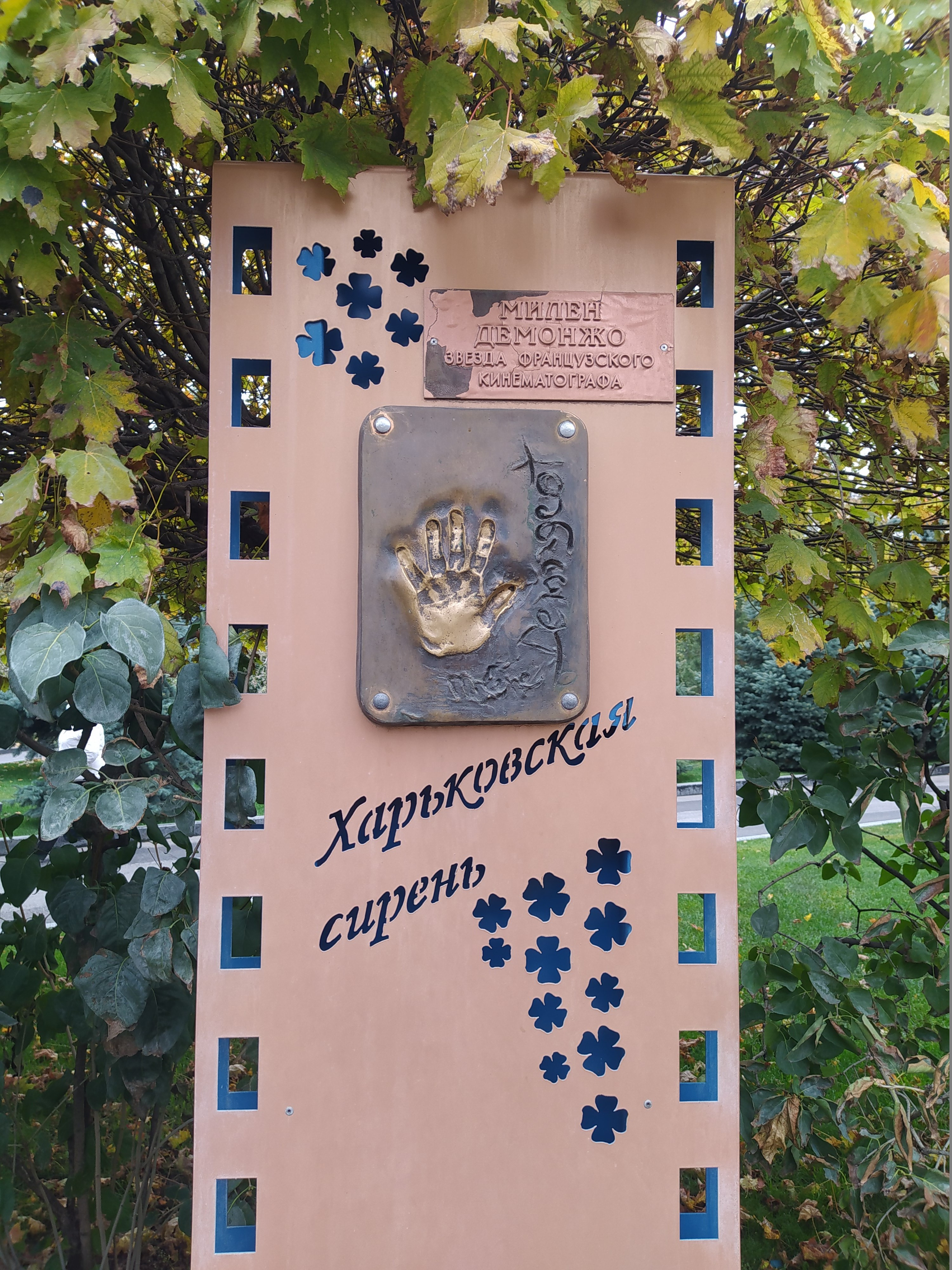
Відбиток долоні Мілен Демонжо на Алеї слави кінофестивалю Харківський бузок